# San Pedro de Rozados
San Pedro de Rozados – gmina w Hiszpanii, w prowincji Salamanka, w Kastylii i León, o powierzchni 102,19 km². W 2011 roku gmina liczyła 312 mieszkańców.